# Lorenzo Donati (intagliatore)
Lorenzo Donati (Siena, inizi del XVI secolo – dopo il 1543) è stato un intagliatore e architetto italiano.

## Biografia
Attivo a Siena tra il 1534 e il 1543, lavorò come intagliatore del legno e come architetto. Il 15 luglio 1534 gli venne commissionata dal governo senese la realizzazione di una gelosia in legno di noce, su disegno di Baldassarre Peruzzi, per una finestra del palazzo Pubblico, terminata nel 1539 dopo vari sollecitamenti.
Insieme a Domenico Beccafumi e Antonio Maria Lari, lavorò nel 1536 per i festeggiamenti in occasione dell'ingresso di Carlo V a Siena, occupandosi principalmente delle decorazioni di palazzo Bandini, edificio in cui avrebbe soggiornato l'imperatore. Nell'anno successivo è documentata la sua carcerazione, per motivi sconosciuti.
Come architetto, gli è stato attribuito il progetto per la "nuova casa dell'Università dei Notai".
Morì tra il 1543, ultima attestazione, e il 1550, quando in un documento del 25 settembre circa un credito per un lavoro, è menzionata solamente la moglie Niccola.